# Telebasis griffinii
Telebasis griffinii е вид водно конче от семейство Coenagrionidae. Видът не е застрашен от изчезване.

## Разпространение
Разпространен е в Белиз, Гватемала, Еквадор, Коста Рика, Мексико (Веракрус, Колима, Наярит, Оахака, Сан Луис Потоси, Сонора, Табаско и Халиско), Никарагуа, Панама и Хондурас.

## Описание
Популацията на вида е стабилна.